# Ganzeville
Ganzeville is een gemeente in het Franse departement Seine-Maritime (regio Normandië) en telt 442 inwoners (1999). De plaats maakt deel uit van het arrondissement Le Havre.

## Geografie
De oppervlakte van Ganzeville bedraagt 4,0 km², de bevolkingsdichtheid is 110,5 inwoners per km².
De onderstaande kaart toont de ligging van Ganzeville met de belangrijkste infrastructuur en aangrenzende gemeenten.

## Demografie
Onderstaande figuur toont het verloop van het inwonertal (bron: INSEE-tellingen).